# Otoglossum scansor
Otoglossum scansor är en orkidéart som först beskrevs av Heinrich Gustav Reichenbach, och fick sitt nu gällande namn av Germán Carnevali och Ivón Mercedes Ramírez Morillo. Otoglossum scansor ingår i släktet Otoglossum och familjen orkidéer. Inga underarter finns listade i Catalogue of Life.